# Campanula carpatica
Campanula carpatica là loài thực vật có hoa trong họ Hoa chuông. Loài này được Jacq. mô tả khoa học đầu tiên năm 1770.